# Vicente Dias
Se procura o navegador português, veja Vicente Dias (Navegador).
Vicente Dias (Crioulo cabo-verdiano, ALUPEC: Bisenti Dias, Crioulo do Fogo (Djarfogo): Visenti Dias) é uma aldeia do município de São Filipe na central-oeste da ilha do Fogo, em Cabo Verde.

## Vilas próximos ou limítrofes
- Monte Grande
- Patim
- São Filipe